# コフラミンゴ
コフラミンゴ（小ふらみんご・学名：Phoenicopterus minor）は、フラミンゴ目フラミンゴ科に分類される鳥類の一種である。別名コガタフラミンゴとも呼ばれる。本種を別属「コガタフラミンゴ属」Phoeniconaiasとして扱う説もある。

## 分布
アフリカの大地溝帯辺りを起源とし、パキスタンからインドの北西部にまで分布している。南ヨーロッパではごく稀な迷鳥としてスペインで観察された記録がある。また、飼育中に逃亡した個体と考えられる記録が各地である。
生息数の最も多いアフリカでは、コフラミンゴは主にタンザニア北部のナトロン湖で繁殖する。

## 形態
全長80-90cm。フラミンゴ類の中では最も小さい種である。羽の色はほとんどがピンクがかった白色である。
オオフラミンゴとこの種の明らかな違いは、コフラミンゴの方がくちばしの黒い部分が多いことである。両方の種でオスとメスの大きさがかなり違うため、大きさでは見分けられない。

## 生態
湖や沿岸の干潟などに生息する。最も数の多いフラミンゴで、その数はおよそ200万羽にも達すると見られている。

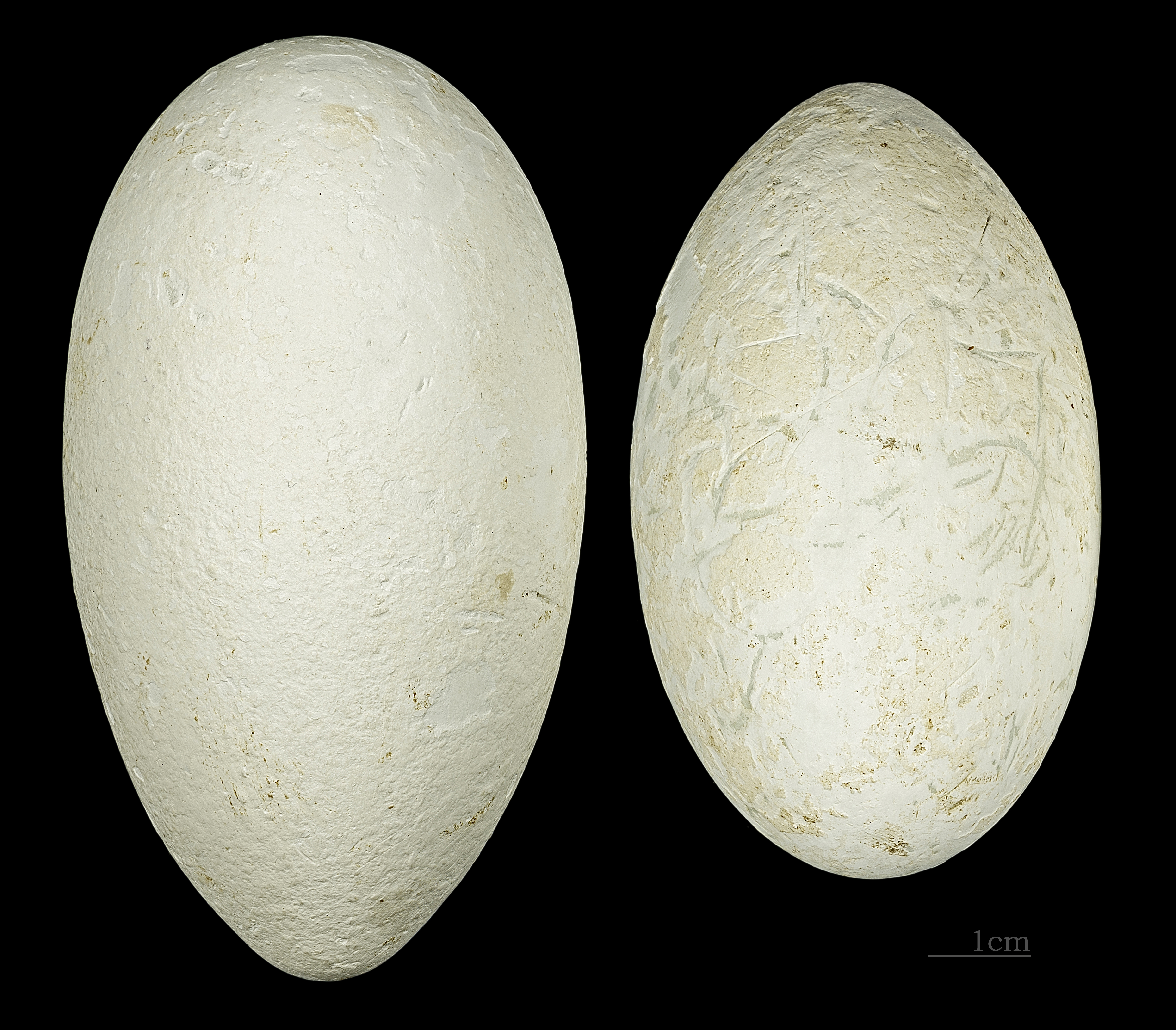
Phoeniconaias minor

他のフラミンゴと同様に、コフラミンゴも白亜の卵を、泥を盛り上げて作った巣の上に一度に一個だけ産む（まれに2個産むこともある）。抱卵期間は約28日で、雌雄共同で抱卵する。
卵から孵ったひなはすぐに幼鳥の群れに加わり、その数は時に数百羽や数千羽を超える。この群れは数匹の成鳥に守られ、20マイル（約32.19km）もの旅をする。
餌は、主としてアルカリ湖で育つ藍藻スピルリナであると健食業者が宣伝したがスピルリナはもともとビタミンBは生成しないことから羽毛のピンク色は他の緑藻類を餌にする小エビなどの甲殻類に由来すると考えられている。長いくちばしは小さな餌を選り分けるのに役立っている。

## 人間との関係
1970年代には約600万羽生息していたと推定されるが、開発による生息地の破壊、水質汚染などにより生息数は減少している。
東アフリカの二つの湖、ナクル湖とボゴリア湖の近年のコフラミンゴの数は、重金属汚染の影響を受けていると考えられている。
国際連合環境計画での取り決めにより保護されている渡り鳥の一種である。

## ギャラリー

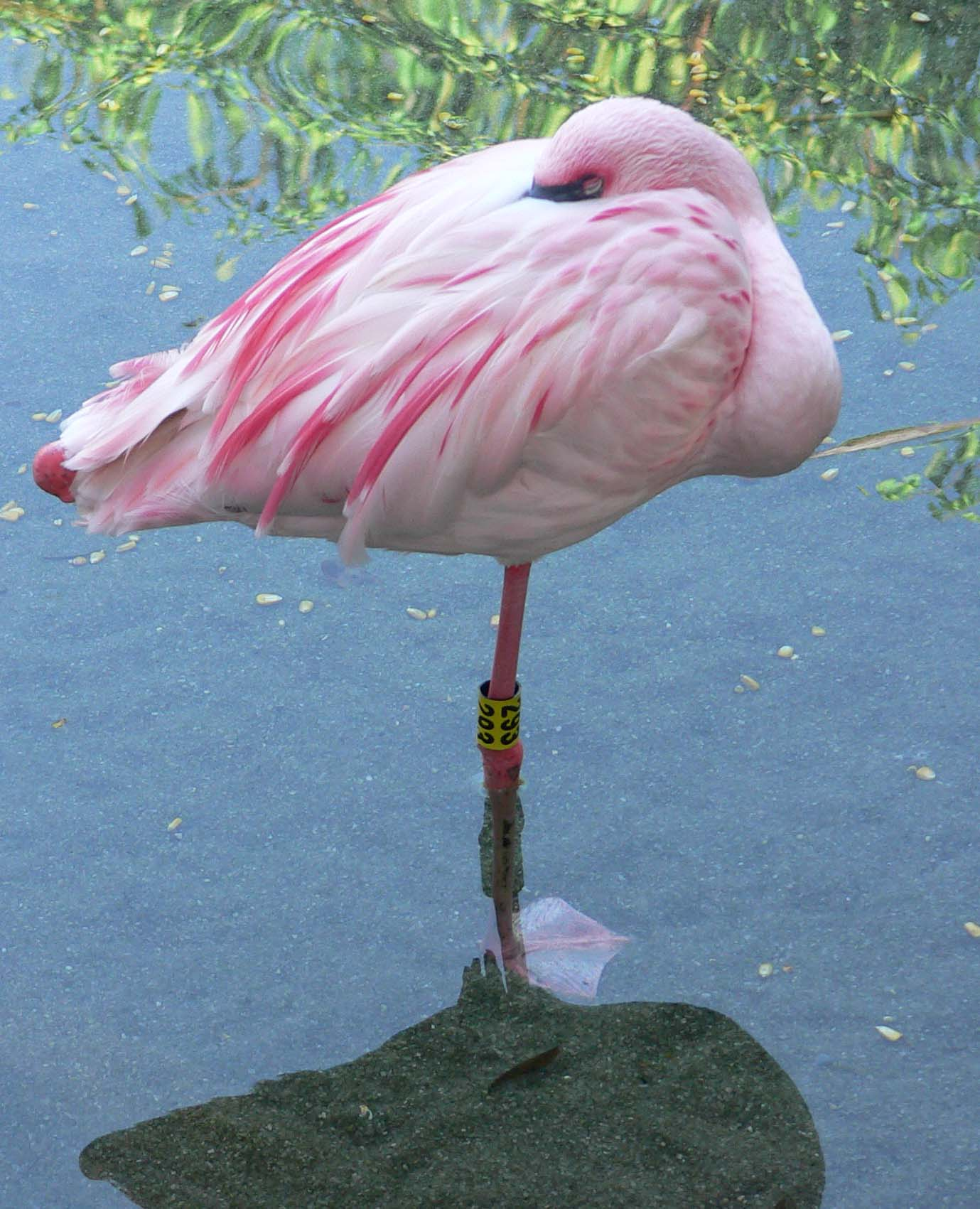
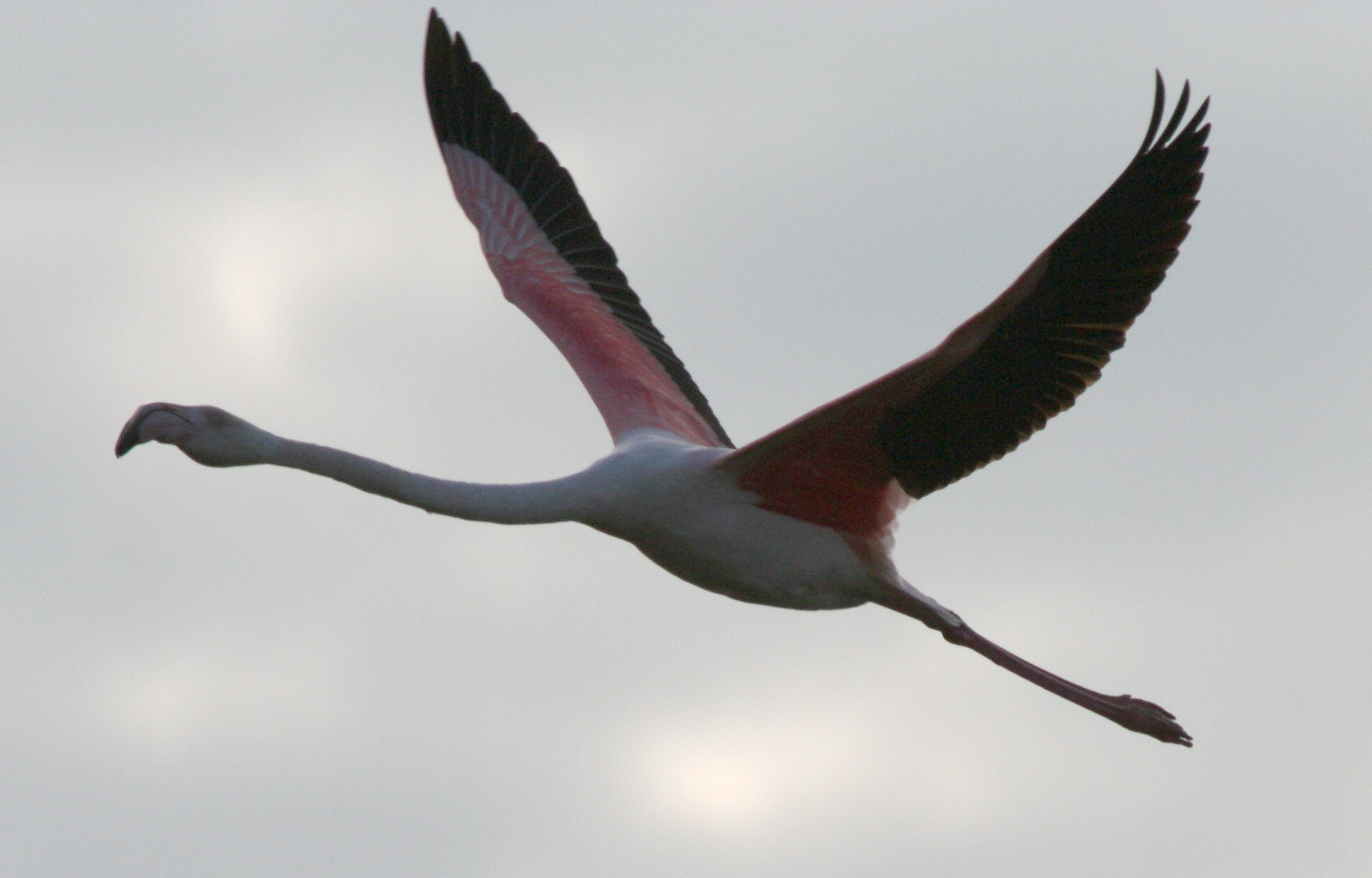
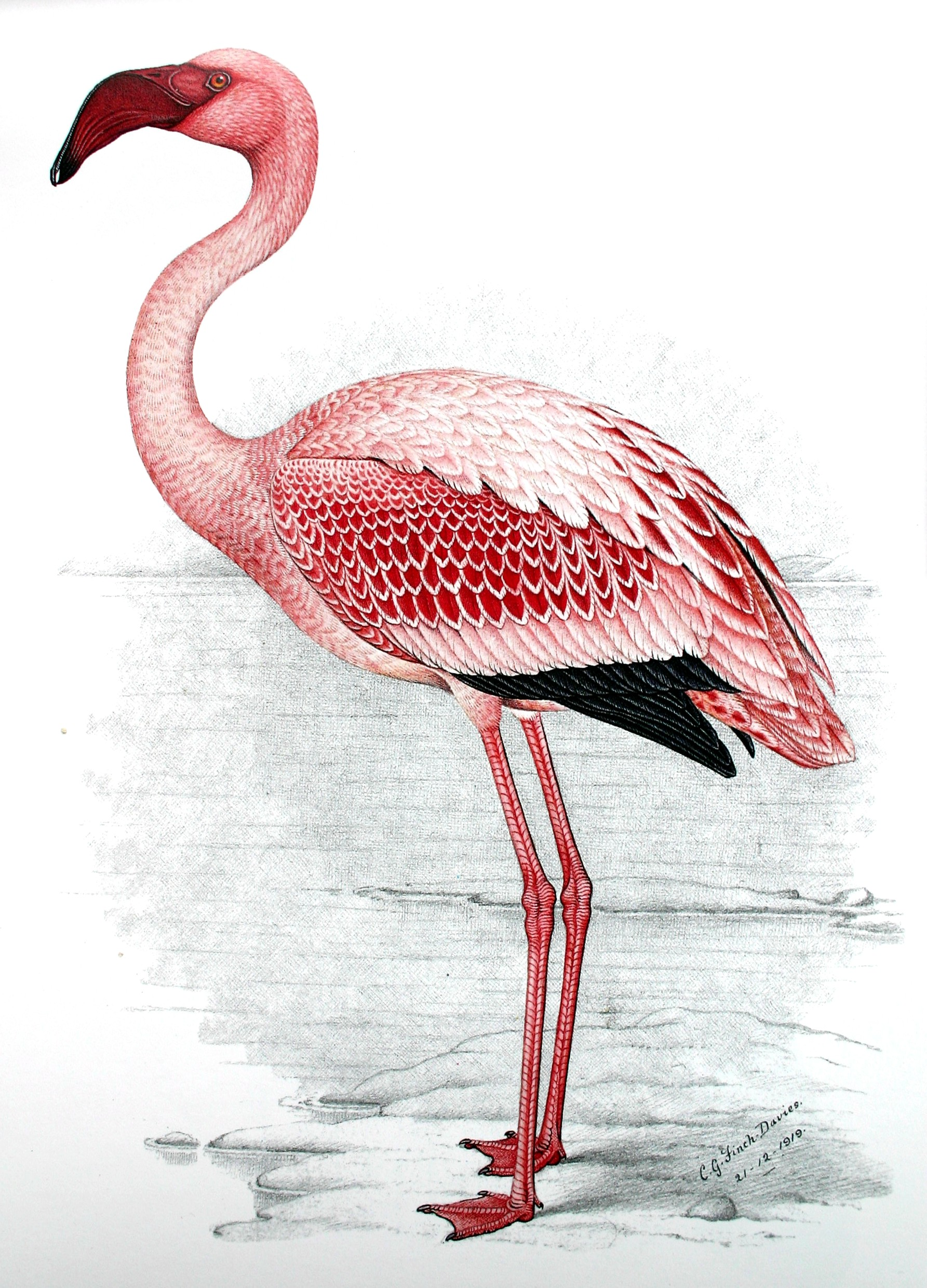